# 5-я гвардейская штурмовая авиационная дивизия
5-я гвардейская штурмовая авиационная Запорожская Краснознамённая ордена Суворова дивизия (5-я гв. шад) — соединение Военно-воздушных сил (ВВС) Вооружённых сил РККА штурмовой авиации, принимавшее участие в боевых действиях Великой Отечественной войны.

## Наименования дивизии
- 267-я штурмовая авиационная дивизия
- 5-я гвардейская штурмовая авиационная дивизия
- 5-я гвардейская штурмовая авиационная Запорожская дивизия
- 5-я гвардейская штурмовая авиационная Запорожская Краснознамённая дивизия
- 5-я гвардейская штурмовая авиационная Запорожская Краснознамённая ордена Суворова дивизия
- 115-я гвардейская штурмовая авиационная Запорожская Краснознамённая ордена Суворова дивизия
- Полевая почта 53825

## Создание дивизии
267-я штурмовая авиационная дивизия за образцовое выполнение заданий командования и проявленные при этом мужество и героизм Приказом НКО СССР переименована 1 мая 1943 года в 5-ю гвардейскую штурмовую авиационную дивизию.

## Расформирование дивизии
5-я гвардейская Запорожская Краснознамённая ордена Суворова штурмовая авиационная дивизия в августе 1956 года была расформирована в составе 63-го гвардейского штурмового авиационного корпуса 5-й воздушной армии.

## В действующей армии
В составе действующей армии:
- с 03 июня 1943 года по 11 мая 1945 года.

## Командир дивизии
- Полковник, генерал-майор авиации Коломейцев Леонид Викторович[3], с 1 мая 1943 года по июнь 1947 года

## В составе объединений
| Дата          | Фронт (округ)            | Армия                           | Корпус                                        | Примечания    |
| ------------- | ------------------------ | ------------------------------- | --------------------------------------------- | ------------- |
| 01.05.1943 г. | Резерв ВГК               |                                 | 1-й смешанный авиационный корпус              | -             |
| 31.05.1943 г. | Юго-Западный фронт       | 17-я воздушная армия            | 1-й смешанный авиационный корпус              | -             |
| 20.10.1943 г. | 3-й Украинский фронт     | 17-я воздушная армия            | 1-й смешанный авиационный корпус              | -             |
| 22.05.1944 г. | 3-й Украинский фронт     | 17-я воздушная армия            | 1-й гвардейский смешанный авиационный корпус  | -             |
| 08.07.1944 г. | 1-й Украинский фронт     | 2-я воздушная армия             | 1-й гвардейский смешанный авиационный корпус  | -             |
| 16.07.1944 г. | 1-й Украинский фронт     | 8-я воздушная армия             | 1-й гвардейский смешанный авиационный корпус  | -             |
| 30.08.1944 г. | 1-й Украинский фронт     | 2-я воздушная армия             | 1-й гвардейский смешанный авиационный корпус  | -             |
| 28.09.1944 г. | 1-й Украинский фронт     | 2-я воздушная армия             | 2-й гвардейский штурмовой авиационный корпус  | -             |
| 11.05.1945 г. | 1-й Украинский фронт     | 2-я воздушная армия             | 2-й гвардейский штурмовой авиационный корпус  | -             |
| 10.06.1945 г. | Центральная группа войск | 2-я воздушная армия             | 2-й гвардейский штурмовой авиационный корпус  | -             |
| 01.05.1946 г. | Московский военный округ | ВВС Московского военного округа | -                                             | -             |
| 01.05.1947 г. | Южная группа войск       | 17-я воздушная армия            | 3-й гвардейский штурмовой авиационный корпус  | -             |
| 01.01.1948 г. | Одесский военный округ   | 5-я воздушная армия             | 3-й гвардейский штурмовой авиационный корпус  | -             |
| 20.02.1949 г. | Одесский военный округ   | 48-я воздушная армия            | 63-й гвардейский штурмовой авиационный корпус | переименованы |
| 01.08.1956 г. | Одесский военный округ   | 48-я воздушная армия            | 63-й гвардейский штурмовой авиационный корпус |               |

## Части и отдельные подразделения дивизии
За весь период своего существования боевой состав дивизии не претерпевал изменения:
| Период                  | Наименование                                                               | Вооружение  |
| ----------------------- | -------------------------------------------------------------------------- | ----------- |
| 01.05.1943 — 20.02.1949 | 93-й гвардейский штурмовой авиационный полк, переименован в 680-й гв. шап  | Ил-2, Ил-10 |
| 01.05.1943 — 20.02.1949 | 94-й гвардейский штурмовой авиационный полк, переименован в 739-й гв. шап  | Ил-2, Ил-10 |
| 01.05.1943 — 01.01.1948 | 95-й гвардейский штурмовой авиационный полк, заменен на 131-й гв. шап      | Ил-2, Ил-10 |
| 01.01.1948 — 20.02.1949 | 131-й гвардейский штурмовой авиационный полк, переименован в 816-й гв. шап | Ил-2, Ил-10 |
| 20.02.1949 — 01.08.1956 | 680-й гвардейский штурмовой авиационный полк                               | Ил-10       |
| 20.02.1949 — 01.08.1956 | 739-й гвардейский штурмовой авиационный полк                               | Ил-10       |
| 20.02.1949 — 01.08.1956 | 816-й гвардейский штурмовой авиационный полк                               | Ил-10       |

## Участие в операциях и битвах

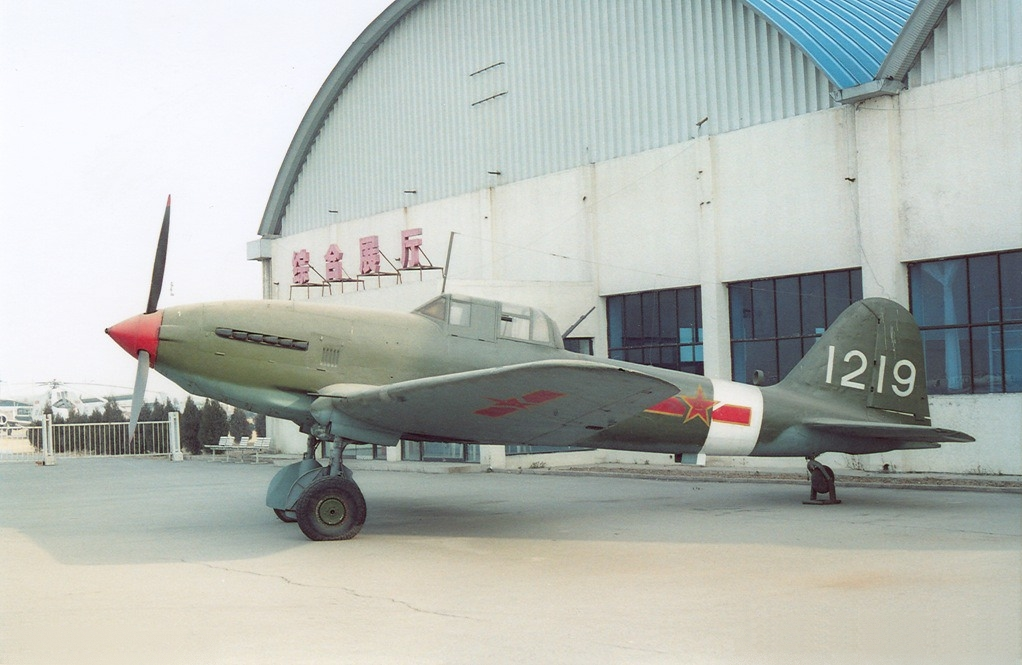
Ил-10 в китайском авиамузее

- Ворошиловградская операция (Скачок) с 29 января 1943 года по 18 августа 1943 года.
- Курская битва:
  - Курская оборонительная операция с 5 июля 1943 года по 12 июля 1943 года.
  - Белгородско-Харьковская операция (Румянцев) с 3 августа 1943 года по 23 августа 1943 года.
- Изюм-Барвенковская наступательная операция с 17 июля 1943 года по 27 июля 1943 года
- Донбасская операция с 13 августа 1943 года по 22 сентября 1943 года.
- Нижнеднепровская стратегическая наступательная операция
  - Запорожская операция с 10 октября 1943 года по 14 октября 1944 года.
  - Днепропетровская операция с 23 октября 1943 года по 5 ноября 1943 года.
- Днепровско-Карпатская операция:
  - Никопольско-Криворожская операция с 30 января 1944 года по 29 февраля 1944 года.
  - Березнеговато-Снигиревская операция с 6 марта 1944 года по 18 марта 1944 года.
- Одесская операция с 23 марта 1944 года по 14 апреля 1944 года.
- Львовско-Сандомирская операция с 13 июля 1944 года по 3 августа 1944 года.
- Висло-Одерская операция[4] с 12 января 1945 года по 3 февраля 1945 года
- Нижне-Силезская операция[4] с 8 февраля 1945 года по 24 февраля 1945 года
- Верхне-Силезская наступательная операция[4] с 15 марта по 31 марта 1945 года
- Берлинская операция[4] с 16 апреля 1945 года по 8 мая 1945 года
- Пражская операция[4] с 5 мая 1945 года по 12 мая 1945 года

## Почётные наименования
- 5-й гвардейской штурмовой авиационной дивизии 14 октября 1943 года за отличия в боях за освобождение г. Запорожье и проявленные при этом доблесть и мужество присвоено почётное наименование «Запорожская»[5]
- 93-му гвардейскому штурмовому авиационному полку 20 июля 1944 года присвоено почётное наименование «Рава-Русский»[6]
- 94-му гвардейскому штурмовому авиационному полку 20 июля 1944 года присвоено почётное наименование «Владимир-Волынский»[6]
- 95-му гвардейскому штурмовому авиационному полку 20 июля 1944 года присвоено почётное наименование «Рава-Русский»[6]

## Награды
- 5-я гвардейская Запорожская штурмовая авиационная дивизия Указом Президиума Верховного Совета СССР от 13 февраля 1944 года награждена орденом «Боевого Красного Знамени»
- 5-я гвардейская Запорожская Краснознаменная штурмовая авиационная дивизия Указом Президиума Верховного Совета СССР награждена орденом Суворова II степени
- 93-й гвардейский Рава-Русский штурмовой авиационный полк Указом Президиума Верховного Совета СССР награждён орденом Богдана Хмельницкого III степени
- 94-й гвардейский Владимир-Волынский штурмовой авиационный полк Указом Президиума Верховного Совета СССР награждён орденом Богдана Хмельницкого III степени
- 95-й гвардейский Рава-Русский штурмовой авиационный полк Указом Президиума Верховного Совета СССР награждён орденом Боевого Красного Знамени

## Благодарности Верховного Главнокомандующего
Верховным Главнокомандующим дивизии объявлены благодарности:
- за освобождение города Запорожье[5]
- за овладение городами Владимир-Волынский и Рава-Русская[7]
- за овладение городом Пиотркув (Петроков)[8]
- за овладение городами Нейштедтель, Нейзальц, Фрейштадт, Шпроттау, Гольдберг, Яуэр, Штригау[9]
- за овладение городами Грюнберг, Зоммерфельд и Зорау[10]
- за разгром группы немецких войск юго-западнее Оппельна[11]
- за ликвидацию группы немецких войск, окруженной юго-восточнее Берлина[12]
- боях за овладение городом Дрезден[13]

## Отличившиеся воины дивизии
| - Алексашкин Николай Фёдорович, гвардии капитан, командир звена 93-го гвардейского штурмового авиационного полка 5-й гвардейской штурмовой авиационной дивизии 2-го гвардейского штурмового авиационного корпуса 2-й воздушной армии Указом Президиума Верховного Совета СССР от 27 июня 1945 года удостоен звания Героя Советского Союза. Золотая Звезда № 4831 - Антонов Владимир Александрович, гвардии лейтенант, командир эскадрильи 94-го гвардейского штурмового авиационного полка 5-й гвардейской штурмовой авиационной дивизии 1-го гвардейского смешанного авиационного корпуса 17-й воздушной армии Указом Президиума Верховного Совета СССР 2 августа 1944 года удостоен звания Героя Советского Союза. Золотая Звезда № 4283 - Артёменко Анатолий Павлович, гвардии капитан, командир эскадрильи 93-го гвардейского штурмового авиационного полка 5-й гвардейской штурмовой авиационной дивизии 2-го гвардейского штурмового авиационного корпуса 2-й воздушной армии Указом Президиума Верховного Совета СССР от 27 июня 1945 года удостоен звания Героя Советского Союза. Золотая Звезда № 6589 - Афанасьев Василий Николаевич, гвардии капитан, заместитель командира 94-го гвардейского штурмового авиационного полка 5-й гвардейской штурмовой авиационной дивизии 2-го гвардейского штурмового авиационного корпуса 2-й воздушной армии Указом Президиума Верховного Совета СССР от 27 июня 1945 года удостоен звания Героя Советского Союза. Золотая Звезда № 7657 - Балашов Евгений Иванович, гвардии старший лейтенант, штурман 95-го гвардейского штурмового авиационного полка 5-й гвардейской штурмовой авиационной дивизии 2-го гвардейского штурмового авиационного корпуса 2-й воздушной армии Указом Президиума Верховного Совета СССР от 27 июня 1945 года удостоен звания Героя Советского Союза. Золотая Звезда № 8573. - Вандышев Сергей Иванович, гвардии майор, командир эскадрильи 93-го гвардейского штурмового авиационного полка 5-й гвардейской штурмовой авиационной дивизии 1-го гвардейского смешанного авиационного корпуса 17-й воздушной армии Указом Президента Российской Федерации 6 мая 1994 года удостоен звания Героя Российской Федерации. Золотая Звезда Героя России № 77 - Григорьев Иван Иванович, гвардии старший лейтенант, командир эскадрильи 93-го гвардейского штурмового авиационного полка 5-й гвардейской штурмовой авиационной дивизии 2-го гвардейского штурмового авиационного корпуса 2-й воздушной армии Указом Президиума Верховного Совета СССР от 27 июня 1945 года удостоен звания Героя Советского Союза. Посмертно - Дегтярь Николай Иванович, гвардии майор, командир эскадрильи 95-го гвардейского штурмового авиационного полка 5-й гвардейской штурмовой авиационной дивизии 2-го гвардейского штурмового авиационного корпуса 2-й воздушной армии Указом Президиума Верховного Совета СССР от 27 июня 1945 года удостоен звания Героя Советского Союза. Золотая Звезда № 6041 - Есипов Пётр Васильевич, гвардии лейтенант, заместитель командира эскадрильи 93-го гвардейского штурмового авиационного полка 5-й гвардейской штурмовой авиационной дивизии 2-го гвардейского штурмового авиационного корпуса 2-й воздушной армии Указом Президиума Верховного Совета СССР от 27 июня 1945 года удостоен звания Героя Советского Союза. Золотая Звезда № 6590 - Киселёв Василий Алексеевич, гвардии капитан, командир эскадрильи 94-го гвардейского штурмового авиационного полка 5-й гвардейской штурмовой авиационной дивизии 2-го гвардейского штурмового авиационного корпуса 2-й воздушной армии Указом Президиума Верховного Совета СССР от 27 июня 1945 года удостоен звания Героя Советского Союза. Золотая Звезда № 8040 - Конин Михаил Фёдорович, гвардии лейтенант, лётчик 93-го гвардейского штурмового авиационного полка 5-й гвардейской штурмовой авиационной дивизии 1-го гвардейского смешанного авиационного корпуса 17-й воздушной армии Указом Президиума Верховного Совета СССР 2 августа 1944 года удостоен звания Героя Советского Союза. Золотая Звезда № 4292 - Кочмарёв Николай Никифорович, гвардии капитан, командир эскадрильи 95-го гвардейского штурмового авиационного полка 5-й гвардейской штурмовой авиационной дивизии 1-го гвардейского смешанного авиационного корпуса 17-й воздушной армии Указом Президиума Верховного Совета СССР 2 августа 1944 года удостоен звания Героя Советского Союза. Золотая Звезда № 4281 - Краев Николай Терентьевич, гвардии старший лейтенант, заместитель командира эскадрильи 93-го гвардейского штурмового авиационного полка 5-й гвардейской штурмовой авиационной дивизии 2-го гвардейского штурмового авиационного корпуса 2-й воздушной армии Указом Президиума Верховного Совета СССР от 27 июня 1945 года удостоен звания Героя Советского Союза. Золотая Звезда № 7678 - Кривонос Алексей Леонтьевич, гвардии старший лейтенант, заместитель командира эскадрильи 95-го гвардейского штурмового авиационного полка 5-й гвардейской штурмовой авиационной дивизии 2-го гвардейского штурмового авиационного корпуса 2-й воздушной армии Указом Президиума Верховного Совета СССР от 27 июня 1945 года удостоен звания Героя Советского Союза. Золотая Звезда № 6588 - Кузнецов Николай Павлович, гвардии лейтенант, командир звена 95-го гвардейского штурмового авиационного полка 5-й гвардейской штурмовой авиационной дивизии 2-го гвардейского штурмового авиационного корпуса 2-й воздушной армии Указом Президиума Верховного Совета СССР от 27 июня 1945 года удостоен звания Героя Советского Союза. Золотая Звезда № 7916 - Пересыпкин Фёдор Иванович, гвардии старший лейтенант, заместитель командира эскадрильи 93-го гвардейского штурмового авиационного полка 5-й гвардейской штурмовой авиационной дивизии 2-го гвардейского штурмового авиационного корпуса 2-й воздушной армии Указом Президиума Верховного Совета СССР от 23 февраля 1948 года удостоен звания Героя Советского Союза. Золотая Звезда № 8314 - Пономарёв Василий Михайлович, гвардии старший лейтенант, заместитель командира эскадрильи 95-го гвардейского штурмового авиационного полка 5-й гвардейской штурмовой авиационной дивизии 2-го гвардейского штурмового авиационного корпуса 2-й воздушной армии Указом Президиума Верховного Совета СССР от 27 июня 1945 года удостоен звания Героя Советского Союза. Золотая Звезда № 6034 - Родинка Сергей Лаврентьевич, гвардии старший лейтенант, командир эскадрильи 93-го гвардейского штурмового авиационного полка 5-й гвардейской штурмовой авиационной дивизии 1-го гвардейского смешанного авиационного корпуса 17-й воздушной армии Указом Президиума Верховного Совета СССР 2 августа 1944 года удостоен звания Героя Советского Союза. Золотая Звезда № 4293 - Рыжков Валерий Сергеевич, гвардии старший лейтенант, заместитель командира эскадрильи 93-го гвардейского штурмового авиационного полка 5-й гвардейской штурмовой авиационной дивизии 1-го гвардейского смешанного авиационного корпуса 17-й воздушной армии Указом Президиума Верховного Совета СССР 2 августа 1944 года удостоен звания Героя Советского Союза. Золотая Звезда № 4348 - Тухланов Александр Григорьевич, гвардии лейтенант, заместитель командира эскадрильи 94-го гвардейского штурмового авиационного полка 5-й гвардейской штурмовой авиационной дивизии 1-го гвардейского смешанного авиационного корпуса 17-й воздушной армии 2 августа 1944 года удостоен звания Героя Советского Союза. Золотая Звезда № 4441 - Федотов Пётр Федотович, гвардии подполковник, командир 95-го гвардейского штурмового авиационного полка 5-й гвардейской штурмовой авиационной дивизии 2-го гвардейского штурмового авиационного корпуса 2-й воздушной армии Указом Президиума Верховного Совета СССР от 27 июня 1945 года удостоен звания Героя Советского Союза. Золотая Звезда № 6051 - Шумский Константин Мефодьевич, гвардии майор, командир эскадрильи 93-го гвардейского штурмового авиационного полка 5-й гвардейской штурмовой авиационной дивизии 1-го гвардейского смешанного авиационного корпуса 17-й воздушной армии 2 августа 1944 года удостоен звания Героя Советского Союза. Золотая Звезда № 4291 - Хвоя Никита Фёдорович, гвардии подполковник, командир 94-го гвардейского штурмового авиационного полка 5-й гвардейской штурмовой авиационной дивизии 2-го гвардейского штурмового авиационного корпуса 2-й воздушной армии Указом Президиума Верховного Совета СССР от 27 июня 1945 года удостоен звания Героя Советского Союза. Золотая Звезда № 6553 |

## Базирование
| Период            | Место базирования                                      |
| ----------------- | ------------------------------------------------------ |
| 05.1945 — 05.1945 | Котбус, Германия                                       |
| 05.1945 — 06.1945 | аэродром Градец-Кралове (Градец-Кралове), Чехословакия |
| 06.1945 — 05.1946 | Веспрем (Веспрем), Венгрия                             |
| 05.1946 — 10.1946 | Ярославль, Ярославская область                         |
| 10.1946 — 05.1947 | Дубровицы (Подольск), Московская область               |
| 05.1947 — 08.1956 | Вознесенск, Николаевская область                       |